# Jazvenik (Bugojno, BiH)
Jazvenik je naseljeno mjesto u općini Bugojno, Federacija Bosne i Hercegovine, BiH.
Nalazi se na oko 1000 metara nadmorske visine, u južnom dijelu općine. 

## Stanovništvo

### 1991.
Nacionalni sastav stanovništva 1991. godine, bio je sljedeći:
ukupno: 5
- Hrvati - 5 (100%)

### 2013.
Na popisu stanovništva 2013. godine bilo je bez stanovnika.